# Provincias de Irlanda

Connacht
Leinster
Munster
Úlster

Durante el último período celta y los primeros tiempos históricos, la Isla de Irlanda fue dividida en provincias, sustituyendo el sistema anterior, basado en los tuatha. Las cuatro provincias tradicionales son: Leinster, Munster, Connacht y Úlster.
Al principio hubo cinco provincias, pero con el paso del tiempo la más pequeña, Meath, fue absorbida por Leinster. Durante la edad dorada de Irlanda, las provincias eran poco más que reinos vagamente federados con fronteras bastante flexibles. En tiempos modernos, las provincias se asocian a condados específicos.
Las provincias fueron sustituidas por el sistema actual de los condados tras la ocupación normanda en el siglo XII. En irlandés, el término para "provincia" es, "cúige", que significa "quinto", reflejando la división original.

## Demografía y división política
| Provincia | Bandera | Nombre irlandés           | Población (2011) | Área (km²) | Densidad | Número de Condados† | Ciudad capital |
| --- | ------- | ------------------------- | ---------------- | ---------- | -------- | ------------------- | -------------- |
| Leinster |         | Laighin Cúige Laighean    | 2.504.814        | 19.800     | 126,5    | 12                  | Dublín         |
| Úlster |         | Ulaidh Cúige Uladh        | 2.106.296 ‡      | 21.882     | 96,3     | 9                   | Belfast        |
| Munster |         | Mumhain Cúige Mumhan      | 1.246.088        | 24.675     | 50,5     | 6                   | Cork           |
| Connacht |         | Connachta Cúige Chonnacht | 542.547          | 17.788     | 30,5     | 5                   | Galway         |
| Nota 1: † El "Número de Condados" se refiere a los condados tradicionales, no a los administrativos. Nota 2: ‡ La población del Úlster es la suma de los resultados del censo de 2011 para los condados de la República de Irlanda e Irlanda del Norte. La población para las otras provincias se refiere al censo de 2011. |         |                           |                  |            |          |                     |                |